# Línea 26 (Asunción)
La Línea 26 de colectivos de Asunción es una línea de autobuses perteneciente a la  Empresa Grupo Lince S.R.L. y regulado por el Vice Ministerio del Transporte (VMT), dependiente del Ministerio de Obras Públicas y Comunicaciones (MOPC). Atraviesa por varias ciudades del Gran Asunción.

## Recorrido

### Ramal Ñemby
- IDA: Teniente Rojas Silva, Mariscal Estigarribia, Acceso Sur, Independencia Nacional, 9 de agosto, Bernardino Caballero, Avenida Manuel Ortíz Guerrero, Saturio Ríos, Avenida Mariscal López, Avenida Perú, Mariscal Estigarribia, Antequera, Eligio Ayala, Presidente Franco, Colón.

- VUELTA: Oliva, Cerro Corá, General Aquino, Avenida Mariscal López, Gaspar Rodríguez de Francia, Teniente Benítez, Marcelina Insfrán, Avenida Manuel Ortíz Guerrero, Bernardino Caballero, Acceso Sur, Santa Rosa, Teniente Galearzzi, 9 de agosto, Acceso Sur, Mariscal Estigarribia, Teniente Rojas Silva, Parada.

### Ramal San Antonio (recorrido abandonado)
- IDA: Doctor Pedro Torales, Avenida San Antonio, Mariscal López, Avenida Ycuá Ca'aguý, San Carlos, Curupay, Avenida Padre Américo Ferreira, Acceso Sur, Santa Rosa, Teniente Galearzzi, 9 de agosto, Bernardino Caballero, Avenida Manuel Ortíz Guerrero, Saturio Ríos, Avenida Mariscal López, Avenida Perú, Mariscal Estigarribia, Antequera, Eligio Ayala, Presidente Franco, Colón.

- VUELTA: Oliva, Cerro Corá, General Aquino, Avenida Mariscal López, Gaspar Rodríguez de Francia, Teniente Benítez, Marcelina Insfrán, Avenida Manuel Ortíz Guerrero, Bernardino Caballero, Acceso Sur, Avenida Padre Américo Ferreira, Curupay, San Carlos, Avenida Ycuá Ca'aguý, Mariscal López, Avenida San Antonio, Doctor Pedro Torales, Parada.

### Ramal Ypané
- IDA: Avenida General Bernardino Caballero, Acceso Sur, Acceso Sur, Santa Rosa, Teniente Galearzzi, 9 de agosto, Bernardino Caballero, Avenida Manuel Ortíz Guerrero, Saturio Ríos, Avenida Mariscal López, Avenida Perú, Mariscal Estigarribia, Antequera, Eligio Ayala, Presidente Franco, Colón.
- VUELTA: Oliva, Cerro Corá, General Aquino, Avenida Mariscal López, Gaspar Rodríguez de Francia, Teniente Benítez, Marcelina Insfrán, Avenida Manuel Ortíz Guerrero, Bernardino Caballero, Acceso Sur, Avenida General Bernardino Caballero, Parada.

## Puntos de Interés
- Universidad Nacional de Asunción.
- Municipalidad de Asunción.
- Shopping Villa Morra.
- Embajada de los Estados Unidos en Paraguay.
- Estadio Manuel Ferreira (Club Olimpia).
- Estación Central del Ferrocarril.
- Shopping Multiplaza (Línea 52).

## Recorridos abandonados.
- Ramal 82-25 Villa Elisa - Calle Colón - Barrio Tacumbú.
- Ramal Zavalas Cué, Ramal Pitiantuta.
- Ramal 82 Ñemby - Mercado de Abasto
- Ramal 52 Ypati 3.ª Compañía, Petropar Piro´y, San Antonio 5.ª Compañía
- Interno Villa Elisa

web|url=«Vecinos» (enlace roto disponible en Internet Archive; véase el historial, la primera versión y la última). de Fernando siguen clamando por nueva línea - Edición Impresa - ABC Color|fechaacceso=20 de mayo de 2019|nombre=ABC Color|sitioweb=www.abc.com.py|idioma=es}}</ref>